# Evald Seeberg

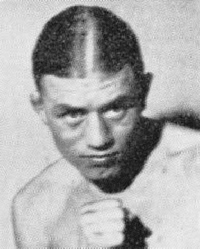
Imagem do pugilista estoniano Evald Seeberg.

Evald Seeberg (Seepere desde 1937, 4 de maio de 1911 - 22 de fevereiro de 1990) foi um pugilista estoniano que competiu nos Jogos Olímpicos de Verão de 1936.
Ele nasceu em Tammiku, Virumaa e morreu em Tallinn.
Em 1936 ele foi eliminado na segunda ronda da categoria pluma depois de perder a sua luta para Theodore Kara.